# Chamangá (rijeka)
Chamangá je rijeka u Urugvaju. Protječe sjevernim dijelom departmana Flores. Na kraju svoga toka ulijeva se u rijeku Yí, čija je druga najvažnija pritoka, odmah iza rijeke Porongos.
Pripada slijevu Atlantskog oceana. Rijeka je dio zaštićenog područja Chamangá, koje zauzima 12.000 hektara departmana Flores.